# Галицький Георгій Станіславович
Георгій Станіславович Галицький (справжнє прізвище — Васюченко; 1851 — 22 січня 1907, Казань) — актор й антрепренер російсько-українських труп.
На сцені з 1878. Виступав у різних провінційних трупах. З 1892 очолював Товариство драматичних акторів у Курську й Мінську. З 1894 був антрепренером російсько-української трупи. У літні сезони 1904—1905 — антрепренер Малаховскої трупи під Москвою. У 1907 році грав у Соболіцикова-Самаріна в Казані.
Ролі: Тетерев («Міщани»), Нещасливцев («Ліс»), Дюнуа («Орлеанская діва» Шиллера) та ін.